# Лук китайский

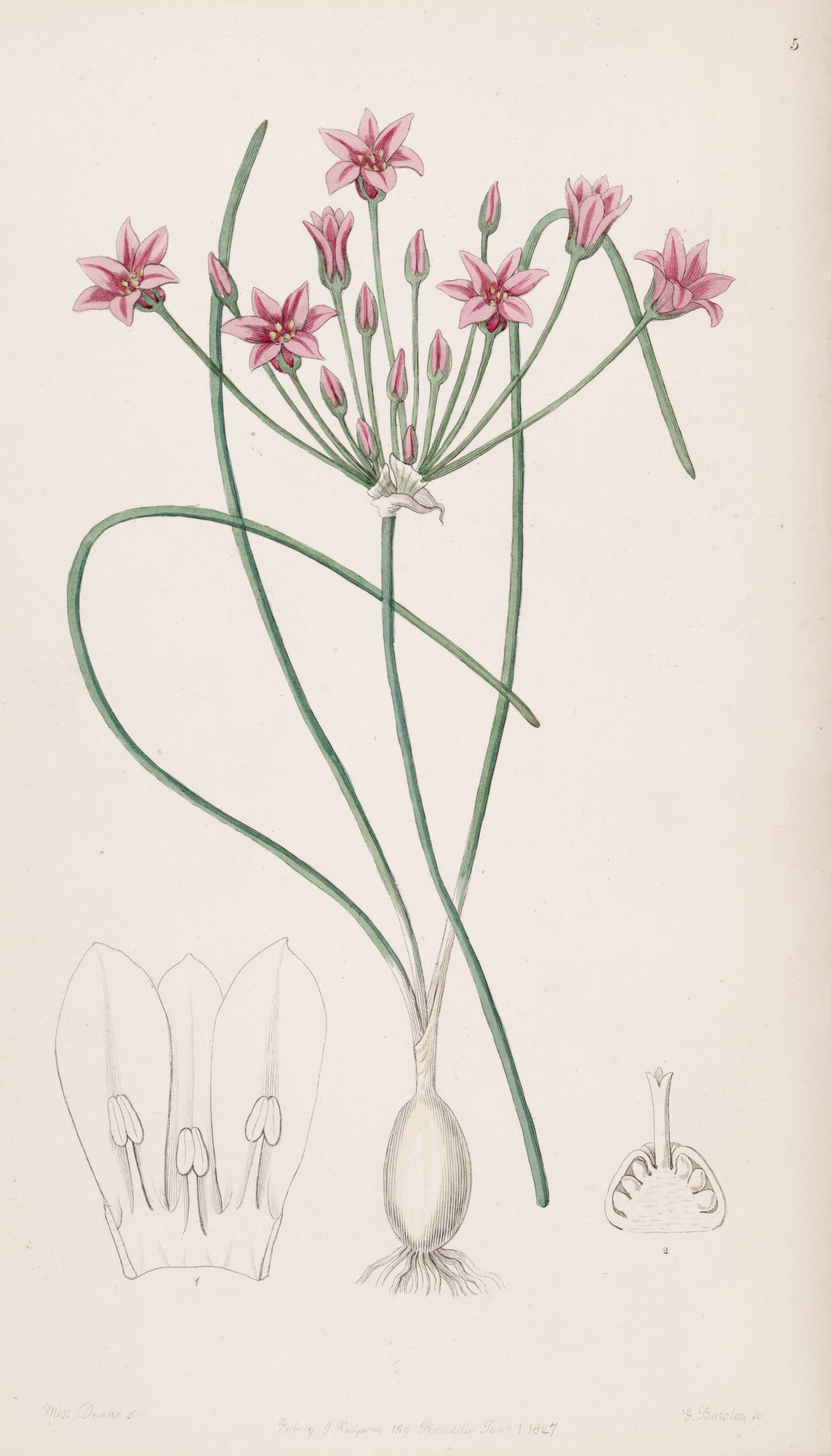

Лук кита́йский, или чесно́к китайский (лат. Allium chinense) — вид растений из рода Лук (Allium) семейства Луковые (Alliaceae). В диком виде произрастает в Китае, культивируется также в странах Индокитая, в Японии, Корее, Индонезии, США (Калифорния, Гавайи), на Кубе.

## Ботаническое описание
Травянистое растение с мелкими продолговатыми луковицами диаметром 1—1,5 см. Листья 3—5-гранные, полые, шириной 1-3 мм, по длине почти равны цветоносу (его длина составляет 20—40 см). Цветки c нежно-фиолетовыми лепестками венчика собраны в редкоцветковый, почти полусферический зонтик.

## Значение и применение
Используется, как овощное растение, а также в китайской народной медицине. Цветки — в качестве приправы к пище.

## Таксономия
Вид Лук китайский входит в род Лук (Allium) семейства Луковые (Alliaceae) порядка Спаржецветные (Asparagales).
|  |                                      |  |                                                             |                                                             |                   |  | ещё 24 семейства (согласно Системе APG II) | ещё 24 семейства (согласно Системе APG II) |                     |  |  |  | ещё более 870 видов |
|  |                                      |  |                                                             |                                                             |                   |  | ещё 24 семейства (согласно Системе APG II) | ещё 24 семейства (согласно Системе APG II) |                     |  |  |  | ещё более 870 видов |
|  |                                      |  |                                                             | порядок Спаржецветные                                       |                   |  |                                            |                                            | род Лук             |  |  |  |                     |
|  |                                      |  |                                                             | порядок Спаржецветные                                       |                   |  |                                            |                                            | род Лук             |  |  |  |                     |
|  | отдел Цветковые, или Покрытосеменные |  |                                                             |                                                             | семейство Луковые |  |                                            |                                            | вид Лук китайский   |  |  |  |                     |
|  | отдел Цветковые, или Покрытосеменные |  |                                                             |                                                             | семейство Луковые |  |                                            |                                            |                     |  |  |  |                     |
|  |                                      |  | ещё 44 порядка цветковых растений (согласно Системе APG II) | ещё 44 порядка цветковых растений (согласно Системе APG II) |                   |  |                                            | ещё около 300 родов                        | ещё около 300 родов |  |  |  |                     |
|  |                                      |  |                                                             | ещё 44 порядка цветковых растений (согласно Системе APG II) |                   |  |                                            |                                            | ещё около 300 родов |  |  |  |                     |